# Ninja (streamer)
Richard Tyler Blevins (* 5. června 1991), známý jako Ninja, je americký online streamer, YouTuber a profesionální hráč videoher. Od března 2024 je nejsledovanějším Twitch streamerem na světě.

## Mládí
Narodil se v okolí Detroitu. Je velšského původu. Má dva starší bratry, Jonathana a Chrise. Jonathan se rovněž věnuje streamování. V dětství se s rodinou přestěhoval na předměstí Chicaga, kde navštěvoval střední školu Grayslake Central High School. Po ukončení studia se rozhodl stát profesionálním hráčem videoher. Účastnil se turnajů, vstupoval do profesionálních organizací a začal streamovat videohry.

## Kariéra
V roce 2009 začal profesionálně hrát Halo 3. Později začal hrát PUBG: Battlegrounds a Z1 Battle Royale. Prošel několika esportovými organizacemi.
V roce 2017 začíná streamovat. Na přelomu roku 2018 se dostal do povědomí lidí a jeho popularita vzrostla. Věnoval se převážně Fortnitu.
V březnu 2018 se stal prvním streamerem Twitche, který na této platformě překonal hranici 3 milionů sledujících. Následně vytvořil rekord v počtu diváků na streamu (mimo turnaje). Měl na něm přes 635 000 diváků, když hrál videohru Fortnite společně s Drakem, Travisem Scottem a JuJu Smithem-Schusterem. V dubnu se mu tento rekord podařilo překonat, když měl na streamu více než 667 000 diváků.
Promoval velké herní i světové společnosti, například Red Bull nebo Electronic Arts.
V roce 2019 opouští Twitch a začíná streamovat na Mixeru. Diváci začali mít strach z toho, že upadá jeho zájem o streamování.
Společnost Mixer skončila v roce 2020. Následně se vrátil zpět na Twitch, kde podepsal dlouholetý exklusivní kontrakt.
V září 2022 si vzal několikadenní pauzu a stáhl se ze všech platforem. O týden později oznámil návrat.

## Charitativní činnost
Během charitativního streamu, který se konal v únoru 2018, vybral přes 110 000 dolarů, které byly věnovány Americké nadaci pro prevenci sebevražd. Následně vybral 2 500 dolarů, které šly na konto Alzheimerovy asociace. Později v dubnu se zúčastnil charitativní akce #Clips4Kids, která vynesla více než 340 000 dolarů pro dětskou nemocnici St Jude. Na veletrhu E3 2018 vyhrál akci Fortnite Pro-Am, díky níž vyhrál 1 milionu dolarů pro charitativní organizaci.

## Kontroverze
V prosinci 2016 zveřejnil adresu jednoho z donátorů jako odplatu za rasistické jméno a zprávu.
Během rappování v roce 2018 použil zakázané slovo na N.
V červenci 2018 se objevily falešné zprávy o jeho smrti na fiktivní nemoc „Ligma“.
V srpnu 2018 prohlásil, že z úcty ke své ženě a aby se vyhnul pomluvám, které by takové streamování mohlo vyvolat, nestreamuje s hráčkami.
V říjnu 2018 nahlásil hráče, který měl vyšší ping než on. Hráč byl z tohoto důvodu později zablokován.
V listopadu 2018 byl kritizován za to, že falešně obvinil hráče Fortnitu ze stream snipingu.
Za všechny své prohlášení nebo činy se vždy veřejně omluvil, přiznal svoji chybu, nebo situaci vysvětlil. Kontroverze neměly dlouhodobý vliv na jeho sledovanost.[zdroj?]

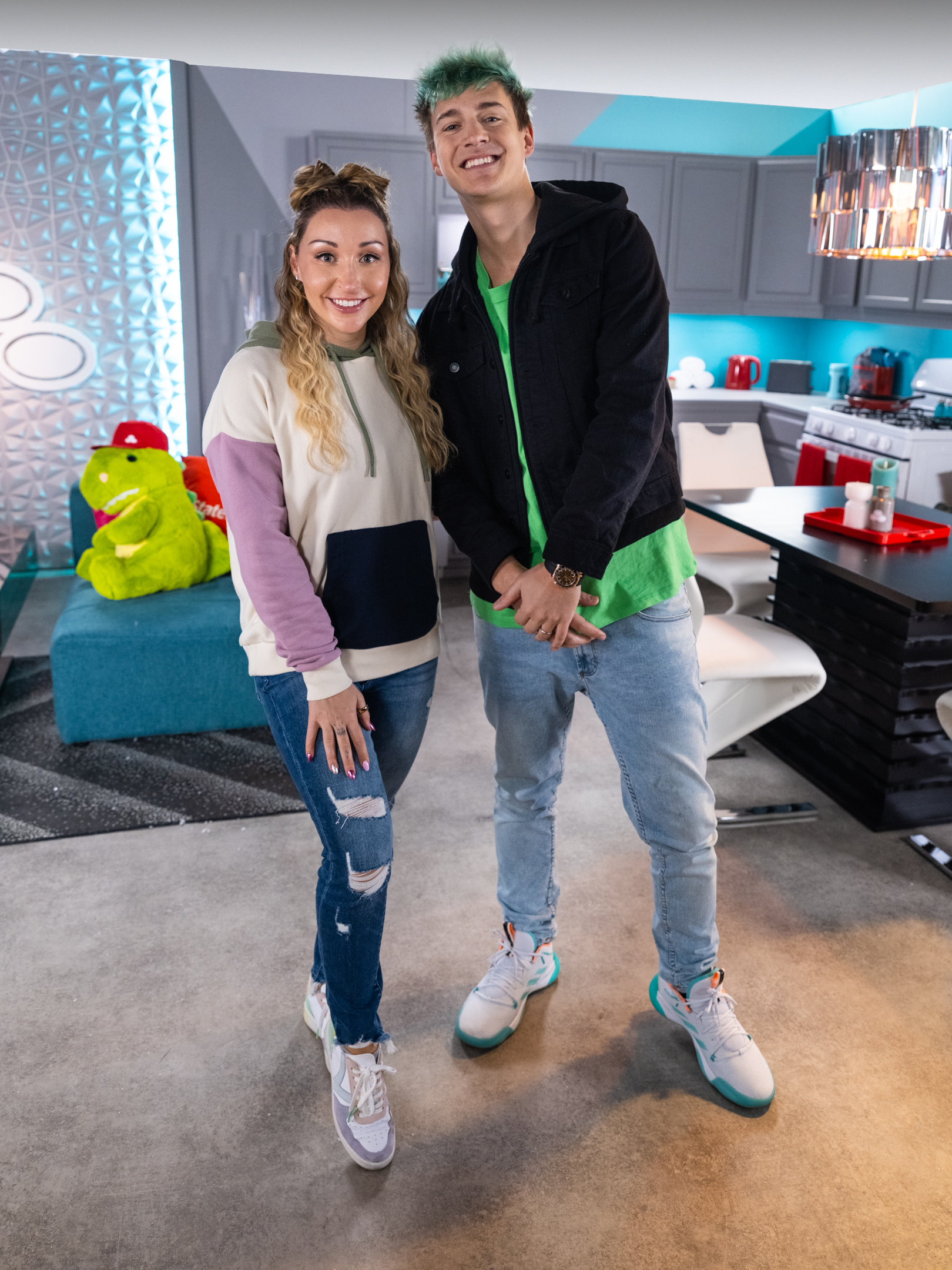
Ninja se svojí manželkou Jessicou v roce 2023

## Osobní život
Od roku 2017 je ženatý s Jessicou Blevins. Má dva bratry, Jonathana a Chrise. Jonathan je rovněž streamer na Twitchi. Chris pracuje jako učitel.
Dne 26. března 2024 prozradil, že mu byl diagnostikován melanom, což je forma rakoviny kůže. O týden později oznámil, že je po biopsii a dokázal se zbavit rakoviny.

## Filmografie

### Filmy
| Rok  | Název                             | Role     | Poznámky |
| ---- | --------------------------------- | -------- | -------- |
| 2021 | Free Guy                          | Sám sebe | Cameo    |
| 2022 | Hotel Transylvania: Transformania | Příšera  | Dabing   |

## Ocenění a nominace
| Rok  | Ocenění              | Kategorie                   | Výsledek |
| ---- | -------------------- | --------------------------- | -------- |
| 2018 | Streamy Awards       | Breakout Creator            | Nominace |
| 2018 | Streamy Awards       | Creator of the Year         | Nominace |
| 2018 | Streamy Awards       | Gaming                      | Výhra    |
| 2018 | Streamy Awards       | Live Streamer               | Výhra    |
| 2018 | The Game Awards 2018 | Content Creator of the Year | Výhra    |
| 2019 | Kids' Choice Awards  | Favorite Gamer              | Nominace |
| 2019 | Shorty Awards        | Twitch Streamer of the Year | Výhra    |
| 2019 | Streamy Awards       | Creator of the Year         | Nominace |
| 2019 | Streamy Awards       | Live Streamer               | Výhra    |
| 2019 | Forbes 30 Under 30   | Games                       | Součástí |
| 2020 | Kids' Choice Awards  | Favorite Gamer              | Nominace |
| 2020 | Streamy Awards       | Live Streamer               | Nominace |
| 2021 | Kids' Choice Awards  | Favorite Male Social Star   | Nominace |
| 2024 | Kids' Choice Awards  | Favorite Gamer              | Nominace |